# Надін Капелльманн
Надін Капелльманн (нім. Nadine Capellmann; нар. 9 липня 1965, Аахен) — німецька вершниця, олімпійська чемпіонка.

## Виступи на Олімпіадах
| Олімпіада   | Дисципліна        | Місце |
| ----------- | ----------------- | ----- |
| Сідней 2000 | виїздка, особисті | 4     |
| Сідней 2000 | виїздка, командні | 1     |
| Пекін 2008  | виїздка, особисті | 16    |
| Пекін 2008  | виїздка, командні | 1     |